# 남깐현
남깐현(베트남어: Huyện Năm Căn / 縣𠄼根)은 베트남 메콩강 삼각주 까마우성의 현이다.

## 행정 구역
남깐현은 1시진, 10사를 관할하고 있다.

### 시진
- 남깐 시진 (Thị trấn Năm Căn, 𠄼根市鎭)

### 사
- 닷므이 사 (Xã Đất Mới, 坦買社)
- 함롱 사 (Xã Hàm Rồng, 咸瀧社)
- 항빈 사 (Xã Hàng Vịnh, 行淎社)
- 히엡뚱 사 (Xã Hiệp Tùng, 協從社)
- 럼하이 사 (Xã Lâm Hải, 臨海社)
- 땀장 사 (Xã Tam Giang, 三江社)
- 땀장동 사 (Xã Tam Giang Đông, 三江東社)